# Łyżwiarstwo szybkie na Zimowych Igrzyskach Olimpijskich 2014 – bieg drużynowy kobiet
Bieg drużynowy kobiet na Zimowych Igrzyskach Olimpijskich 2014 odbył się 21 i 22 lutego w hali Adler-Ariena w Soczi.

## Terminarz
| Data      | Konkurencja | Godzina rozpoczęcia | Godzina rozpoczęcia |
| Data      | Konkurencja | Czas CET            | Czas lokalny        |
| --------- | ----------- | ------------------- | ------------------- |
| 21 lutego | Ćwierćfinał | 15:23               | 18:23               |
| 22 lutego | Półfinał    | 14:30               | 17:30               |
| 22 lutego | Finał       | 15:14               | 18:14               |

## Rekordy
| Rekord            | Zawodnik | Czas    | Miejsce | Data           |
| ----------------- | -------- | ------- | ------- | -------------- |
| Rekord świata     | Kanada   | 2:55,79 | Calgary | 6 grudnia 2009 |
| Rekord olimpijski | Kanada   | 3:01,24 | Turyn   | 15 lutego 2006 |

## Wyniki

### Ćwierćfinały
| Miejsce       | Reprezentacja     | Zawodniczki                                                 | Czas    | Strata | Uwagi          |
| ------------- | ----------------- | ----------------------------------------------------------- | ------- | ------ | -------------- |
| Ćwierćfinał 1 |                   |                                                             |         |        |                |
| 1.            | Rosja             | Olga Graf Jekatierina Szichowa Julija Skokowa               | 3:01,53 |        | Półfinał 1     |
| 2.            | Kanada            | Kali Christ Christine Nesbitt Brittany Schussler            | 3:02,06 | +0,53  | Finał C        |
| Ćwierćfinał 2 |                   |                                                             |         |        |                |
| 1.            | Polska            | Katarzyna Bachleda-Curuś Natalia Czerwonka Luiza Złotkowska | 3:02,12 |        | Półfinał 1     |
| 2.            | Norwegia          | Hege Bøkko Mari Hemmer Ida Njåtun                           | 3:05,13 | +3,01  | Finał D        |
| Ćwierćfinał 3 |                   |                                                             |         |        |                |
| 1.            | Japonia           | Misaki Oshigiri Maki Tabata Nana Takagi                     | 3:03,99 |        | Półfinał 2     |
| 2.            | Korea Południowa  | Kim Hyun-yung Noh Seon-yeong Yang Shin-young                | 3:05,28 | +1,29  | Finał D        |
| Ćwierćfinał 4 |                   |                                                             |         |        |                |
| 1.            | Holandia          | Jorien ter Mors Lotte van Beek Ireen Wüst                   | 2:58,61 |        | Półfinał 2, OR |
| 2.            | Stany Zjednoczone | Brittany Bowe Heather Richardson Jilleanne Rookard          | 3:02,21 | +3,60  | Finał C        |

### Półfinały
| Miejsce    | Reprezentacja | Zawodniczki                                                 | Czas    | Strata | Uwagi   |
| ---------- | ------------- | ----------------------------------------------------------- | ------- | ------ | ------- |
| Półfinał 1 |               |                                                             |         |        |         |
| 1.         | Polska        | Katarzyna Bachleda-Curuś Natalia Czerwonka Luiza Złotkowska | 3:00,60 |        | Finał A |
| 2.         | Rosja         | Olga Graf Jekatierina Szichowa Julija Skokowa               | 3:02,09 | +1,49  | Finał B |
| Półfinał 2 |               |                                                             |         |        |         |
| 1.         | Holandia      | Jorien ter Mors Marrit Leenstra Ireen Wüst                  | 2:58,43 |        | Finał A |
| 2.         | Japonia       | Misaki Oshigiri Ayaka Kikuchi Nana Takagi                   | 3:10,19 | +11,76 | Finał B |

### Finał
| Miejsce | Reprezentacja     | Zawodniczki                                                 | Czas    | Strata | Uwagi |
| ------- | ----------------- | ----------------------------------------------------------- | ------- | ------ | ----- |
| Finał A |                   |                                                             |         |        |       |
| 1.      | Holandia          | Jorien ter Mors Marrit Leenstra Ireen Wüst                  | 2:58,05 |        | OR    |
| 2.      | Polska            | Katarzyna Bachleda-Curuś Katarzyna Woźniak Luiza Złotkowska | 3:05,55 | +7,50  |       |
| Finał B |                   |                                                             |         |        |       |
| 3.      | Rosja             | Olga Graf Jekatierina Łobyszewa Julija Skokowa              | 2:59,73 |        |       |
| 4.      | Japonia           | Misaki Oshigiri Maki Tabata Nana Takagi                     | 3:02,57 | +2,84  |       |
| Finał C |                   |                                                             |         |        |       |
| 5.      | Kanada            | Kali Christ Christine Nesbitt Brittany Schussler            | 3:02,04 |        |       |
| 6.      | Stany Zjednoczone | Brittany Bowe Heather Richardson Jilleanne Rookard          | 3:03,77 | +1,73  |       |
| Finał D |                   |                                                             |         |        |       |
| 7.      | Norwegia          | Hege Bøkko Camilla Farestveit Ida Njåtun                    | 3:08,35 |        |       |
| 8.      | Korea Południowa  | Kim Bo-reum Noh Seon-yeong Yang Shin-young                  | 3:11,54 | +3,19  |       |